# Volkmar Zapf
Volkmar Zapf (* 19. August 1970 in Bamberg) ist ein ehemaliger deutscher Basketballspieler.

## Werdegang
Als Spieler war Zapf zwei Jahre in der Regionalliga, ein Jahr in den USA und rund 15 Jahre in der ersten und zweiten Liga beschäftigt. 1987 nahm er mit der bundesdeutschen Auswahl an der Kadetteneuropameisterschaft teil. Sein erstes Bundesligaspiel bestritt er 1990 für den TTL Bamberg. 1992 wurde er mit der Mannschaft DBB-Pokalsieger und 1993 Zweiter der deutschen Meisterschaft. Zapf sammelte ebenfalls internationale Spielerfahrung in Europapokalwettbewerben. 1995 wechselte er zum Zweitligisten TSV Breitengüßbach. Ab der Saison 2002/03 spielte Zapf wieder für Bamberg in der Bundesliga. Im Spieljahr 2004/05 wurde er mit Bamberg Deutscher Meister, Zapf kam in dieser Saison auf sieben Bundesligaeinsätze.
Bereits 2004 wurde er Athletiktrainer bei GHP Bamberg (später Brose Baskets). In diesem Amt trug er dazu bei, dass Bamberg 2007 und 2010 die Deutsche Meisterschaft sowie 2010 ebenfalls den Pokalwettbewerb gewann.
2023 wurde er Mitglied des Beirats der Betriebsgesellschaft des Bamberger Bundesligisten.

## Sonstiges
Zapf war von 2001 bis 2003 als Lehrer am Arnold-Gymnasium Neustadt tätig und wurde dann Sport- und Englischlehrer am Kaiser-Heinrich-Gymnasium in Bamberg. Als solcher übernahm er auch die Betreuung von Schulsportmannschaften im Basketball, die er auf Bundesebene zu Erfolgen beim Wettbewerb Jugend trainiert für Olympia führte. 1998 veröffentlichte er zusammen mit Karl Gärtner das Buch Konditionstraining. Am Beispiel Basketball. Trainingsplanung und -steuerung im Leistungssport. Im März 2023 wurde Zapf, der regelmäßig Schulsportfortbildungen abhält und auch in die Trainerausbildung des Deutschen Basketball-Bundes eingebunden war, mit der bayerischen Schulsport-Verdienstmedaille ausgezeichnet.